# Сражение при Кайзерслаутерне (1793)
Сражение при Кайзерслаутерне (нем. Schlacht bei Kaiserslautern) произошло с 28 по 30 ноября 1793 года во время войн революционной Франции с первой коалицией. Прусская армия во главе с герцогом Брауншвейгским разбила французскую Мозельскую армию под командованием генерала Лазара Гоша.

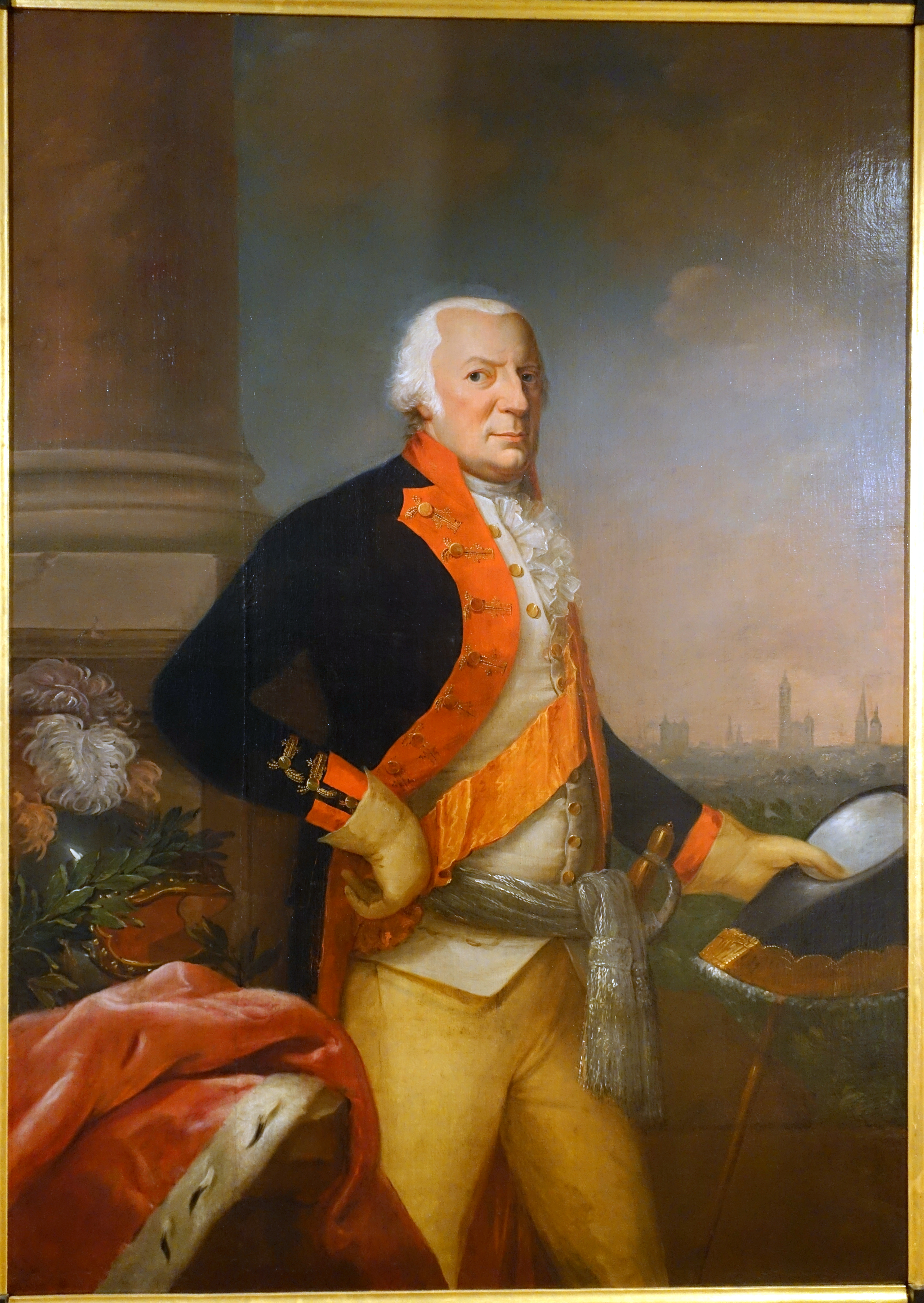
Портрет герцога Брауншвейгского в 1790-95 г. г.

## Перед сражением
После неудачной попытки захватить крепость Битч герцог Брауншвейгский (20 000 солдат) отступил в Вогезы. Несмотря на плохую погоду, прусскую армию преследовала французская Мозельская армия (35 000 солдат), которую с октября возглавлял генерал Лазар Гош. Потеряв контакт с пруссаками, Гош разделил свои силы, чтобы быстрее найти противника. Тем временем герцог Брауншвейгский нашел отличную позицию на болотистой реке Лаутер у Кайзерслаутерна. Прусская армия заняла укрепленную позицию, защищавшую сообщение с Рейном. Правое крыло стояло севернее на нагорье Кайзерслаутерна, центр базировался на Кайзерслаутерн, а левое крыло, расположенное за рекой Лаутер, прикрывало дорогу на Ландау-ин-дер-Пфальц.
Французская Мозельская армия под предводительством Гоша 27 ноября форсировала реку Саар, намереваясь нанести удар по правому флангу и прусскому центру четырьмя колоннами и выйти в прусский тыл.

## Ход сражения

#### 28 ноября. День первый
(См. карту )
28 ноября французская армия тремя колоннами двинулась на прусские позиции. На правом фланге Тапонье по прямой дороге на Казерслаутерн, Гош с охватывающими слева дивизиями — в центре, а Амбер с обходящей дивизией — с севера, чтобы пересечь Лаутер у Хиршхорна.
Колонна Тапонье первой встретила пруссаков и начала сражение, добившись умеренного успеха против деревни Фогельве. Затем атака вывела его войска на внешний хребет высот Хоэнека, где он столкнулся с прусским редутом на Гальгенберге (Висельном холме).
Встревоженный маршем колонны Амбера, герцог Брауншвейгский отреагировал, послав Калькройта на север, чтобы остановить её. Войска Калькройта заняли новую позицию: его левый фланг опирался на Лаутер, центр стоял — у Морлаутерна, а правый — у Эрленбаха. Другая дивизия была размещена на Кайзерберге, а герцог Карл Август Саксен-Веймарский остался защищать западные подходы к Кайзерслаутерну.
С большими усилиями Амбер пересек Лаутер и двинулся на юг через Кацвейлер и Самбах. Он несколько раз храбро атаковал через ручей Оттербах, но его 6000 человек уступали численностью Калькройту. Под угрозой окружения, Амбер отступил и к вечеру подошел к центральной колонне Гоша недалеко от Самбаха, которая, в свою очередь, ещё утром покинув Роденбах, натолкнулась на непроходимые дороги в лесу Воог, и ей пришлось обходить препятствие. Таким образом, дивизии колонны Гоша остались на западном берегу Лаутера и не вступили в бой 28-го числа.
Несмотря на неудачу, Гош решил нанести основной удар своим левым флангом на следующий день. Соответственно, он приготовился перейти мост в Самбахе и присоединиться к Амберу.

#### 29 ноября. День второй
(См. карты )
29-го французская армия форсировала Лаутер в Самбахе и двинулась на юг к болотистому ручью Оттербах, впадающему в Лаутер. Тем временем Гош установил батарею из 16 орудий около Самбаха и вторую батарею около Эрфенбаха на западном берегу Лаутера. Под перекрестным огнем батарей пруссаки отступили, а французы переправились через Оттербах.
Амбер повел бригады Симона и Пайяра далеко влево, чтобы обойти прусские позиции у Оттерберга. Юэ двинулся на вражеские позиции с бригадой Морло.
Гош установил батарею из 29 орудий на высоте Остерберг (южнее ручья Оттербах), начав взаимную с пруссаками канонаду, продолжавшуюся несколько часов. Затем французский генерал бросил колонну из 10 000 солдат на левый фланг пруссаков через овраг у Морлаутерна. Два полка саксонской кавалерии контратаковали дивизию Юэ в левый фланг. Начальник штаба Гоша Эдувиль с несколькими французскими кавалерийскими эскадронами контратаковал с Остерберга саксонцев в их правый фланг. Кавалеристы с обеих сторон присоединилясь к рукопашной схватке, и в конечном итоге саксонцы победили. Потрясенная атакой кавалерии, французская пехота отступила в долину Оттербаха.
Атаки французов на Эрленбах также потерпели неудачу, и к 18:00 стрельба стихла.
На крайнем левом фланге обходящая бригада Симона заблудилась и не смогла присоединиться к бригаде Пайяра до вечера.
На правом фланге Тапонье атаковал Гальгенберг, но не смог продвинуться дальше. Левое крыло пруссаков поддерживалось артиллерийским огнем с Кайзерберга. В течение дня части Вартенслебена усилили позиции герцога Саксен-Веймарского на Гальгенберге и помогли отбросить подразделения Тапонье обратно в лес.

#### 30 ноября. День третий
(См. карту )
На третий день утром бой начался интенсивной перестрелкой артиллерии. Затем Гош атаковал прусские позиции частью своих сил.
На левом фланге, атакуя четырьмя батальонами, Молитор не смог захватить саксонские позиции на Бухберге (около Эрленбаха), и был отброшен.
В центре в течение всего дня происходил обмен кавалерийскими атаками.
На правом фланге, у Морлаутерна, дивизия Юэ с трудом удерживала лес, страдая от картечного огня противника.
На крайнем правом крыле французов Тапонье совершил ещё две атаки на Гальгенберг, но Саксен-Веймарский отогнал их.
Когда герцог Брауншвейгский, укрепив свои крылья и получив подкрепление из Лаутереккена, начал контратаку на Остерберг, то есть на тыл французского левого крыла, Гош приказал отступить. Его войска перешли на западный берег Лаутера по мосту в Самбахе.

## Результаты
Измученные войска Гоша отступили к Цвейбрюккену, Хорнбаху и Пирмазенсу. Следуя пассивной стратегии своего правителя, короля Фридриха Вильгельма II, герцог Брауншвейгский не стал преследовать его. Битва при Кайзерслаутерне стала явной победой союзников, но не имела немедленных последствий, так как союзники воздержались от преследования противника, и Мозельская армия Гоша осталась боеспособной. В результате австрийский генерал Вурмзер потерпел поражение, и союзникам пришлось отступить. Гош снова смог продвинуться вперед и 3 декабря занял Бизинген.